# Abhishek Rijal
Abhishek Rijal (in nepalese अभिषेख रिजाल; Narjamandan, 29 gennaio 2000) è un calciatore nepalese, attaccante svincolato e della nazionale nepalese.

## Carriera

### Club
Ha giocato nella massima serie nepalese; nel 2020 ha vinto la seconda divisione indiana con il Mohammedan.

### Nazionale
Dopo aver anche giocato con la nazionale nepalese Under-23, nel 2019 ha esordito in nazionale maggiore.

## Statistiche

### Cronologia presenze e reti in nazionale
| Cronologia completa delle presenze e delle reti in nazionale ― Nepal | Cronologia completa delle presenze e delle reti in nazionale ― Nepal | Cronologia completa delle presenze e delle reti in nazionale ― Nepal | Cronologia completa delle presenze e delle reti in nazionale ― Nepal | Cronologia completa delle presenze e delle reti in nazionale ― Nepal | Cronologia completa delle presenze e delle reti in nazionale ― Nepal | Cronologia completa delle presenze e delle reti in nazionale ― Nepal | Cronologia completa delle presenze e delle reti in nazionale ― Nepal |
| Data                                                                 | Città                                                                | In casa                                                              | Risultato                                                            | Ospiti                                                               | Competizione                                                         | Reti                                                                 | Note                                                                 |
| -------------------------------------------------------------------- | -------------------------------------------------------------------- | -------------------------------------------------------------------- | -------------------------------------------------------------------- | -------------------------------------------------------------------- | -------------------------------------------------------------------- | -------------------------------------------------------------------- | -------------------------------------------------------------------- |
| 2-6-2019                                                             | Kuala Lumpur                                                         | Malaysia                                                             | 2 – 0                                                                | Nepal                                                                | Amichevole                                                           | -                                                                    | 66’                                                                  |
| 7-6-2019                                                             | Kaohsiung                                                            | Taipei cinese                                                        | 1 – 1                                                                | Nepal                                                                | Amichevole                                                           | 1                                                                    | 81’                                                                  |
| 5-9-2019                                                             | Al Kuwait                                                            | Kuwait                                                               | 7 – 0                                                                | Nepal                                                                | Qual. Mondiali 2022                                                  | -                                                                    | 57’                                                                  |
| 10-10-2019                                                           | Bruce                                                                | Australia                                                            | 5 – 0                                                                | Nepal                                                                | Qual. Mondiali 2022                                                  | -                                                                    | 66’                                                                  |
| 15-10-2019                                                           | Amman                                                                | Giordania                                                            | 3 – 0                                                                | Nepal                                                                | Qual. Mondiali 2022                                                  | -                                                                    | 91’                                                                  |
| 7-11-2019                                                            | Mandalay                                                             | Birmania                                                             | 3 – 0                                                                | Nepal                                                                | Amichevole                                                           | -                                                                    | 64’}                                                                 |
| 19-11-2019                                                           | Thimphu                                                              | Nepal                                                                | 0 – 1                                                                | Kuwait                                                               | Qual. Mondiali 2022                                                  | -                                                                    | 79’                                                                  |
| Totale                                                               |                                                                      | Presenze                                                             | 7                                                                    |                                                                      | Reti                                                                 | 1                                                                    |                                                                      |

## Palmarès

### Club

#### Competizioni nazionali
- I-League 2nd Division: 1

Mohammedan: 2020